# Justin Bean
Justin Barrus Bean (Moore, Oklahoma; 17 de noviembre de 1996) es un baloncestista estadounidense que pertenece a la plantilla del Alba Berlin de la Basketball Bundesliga, la primera división alemana. Con 2,01 metros de estatura, juega en la posición de ala-pívot.

## Trayectoria deportiva

### Universidad
Jugó cuatro temporadas con los Aggies de la Universidad Estatal de Utah, en las que promedió 11,5 puntos, 8,2 rebotes, 1,9 asistencias y 1,3 robos de balón por partido. En sus dos últimas temporadas fue incluido en el segundo mejor quinteto de la Mountain West Conference. El 23 de marzo de 2022, Bean se declaró para el draft de la NBA, renunciando a una temporada adicional de elegibilidad universitaria.

#### Estadísticas
| Año     | Equipo     | PJ       | PT       | MPP      | %TC      | %3P      | %TL      | RPP      | APP      | ROB      | TPP      | PPP      |
| ------- | ---------- | -------- | -------- | -------- | -------- | -------- | -------- | -------- | -------- | -------- | -------- | -------- |
| 2017–18 | Utah State | Redshirt | Redshirt | Redshirt | Redshirt | Redshirt | Redshirt | Redshirt | Redshirt | Redshirt | Redshirt | Redshirt |
| 2018–19 | Utah State | 29       | 0        | 12.1     | .512     | .167     | .763     | 3.8      | .8       | .7       | .3       | 4.1      |
| 2019–20 | Utah State | 34       | 34       | 29.7     | .518     | .276     | .806     | 10.5     | 2.1      | 1.5      | .7       | 11.9     |
| 2020–21 | Utah State | 29       | 29       | 27.1     | .518     | .238     | .829     | 7.7      | 1.9      | 1.3      | .3       | 11.4     |
| 2021–22 | Utah State | 34       | 34       | 35.4     | .534     | .465     | .800     | 9.9      | 2.6      | 1.6      | .5       | 17.4     |
| Total   | Total      | 126      | 97       | 26.6     | .524     | .369     | .804     | 8.1      | 1.9      | 1.3      | .4       | 11.5     |

### Profesional
Tras no ser elegido en el Draft de la NBA de 2022, el 23 de septiembre firmó con los Memphis Grizzlies. Sin embargo, fue despedido el 10 de octubre, y el 4 de noviembre fue incluido en la lista de la noche de apertura de los Memphis Hustle, su filial en la G League. Jugó una temporada, en la que promedió 10,2 puntos y 7,0 rebotes por partido.
El 19 de julio de 2023 firmó contrato con el Alba Berlin de la Basketball Bundesliga y la Euroliga.